# Pilea carnosula
Pilea carnosula är en nässelväxtart som beskrevs av Hugh Algernon Weddell. Pilea carnosula ingår i släktet pileor, och familjen nässelväxter. Inga underarter finns listade i Catalogue of Life.